# Bażantarnia (Elbląg)
Bażantarnia – zabytkowy park leśny położony na skraju Wysoczyzny Elbląskiej, znajdujący się w granicach administracyjnych Elbląga. Przez Bażantarnię przepływa Srebrny Potok i Kumiela.

## Historia
Bażantarnia stała się miejscem masowego wypoczynku elblążan na początku XVIII wieku. Wtedy to, mieszkańcy nazywali ją Vogelsang (niem. Ptasi śpiew). Początkowo podzielona była na dwa obszary – chroniony i użytkowy, dzięki czemu poza funkcją rekreacyjną, las pełnił także zaplecze gospodarcze ówczesnego Elbląga. W latach 1810–1811 August Abbeg wybudował karczmę, która funkcjonuje dziś jako Restauracja Myśliwska. Druga restauracja (pod nazwą Thumberg) powstała po latach na Górze Chrobrego (Krucza), jednak w latach 50. XX wieku została ostatecznie rozebrana. W 1913 park zostały włączony w granice administracyjne miasta.
Wraz z objęciem przez elbląski magistrat opieki nad parkiem, pojawiło się w nim wiele nowych obiektów użyteczności publicznej. Wybudowano nowe mostki, oznakowano trasy piesze oraz powstały tak charakterystyczne budowle jak muszla koncertowa, Parasol, czy wieża widokowa, zwana Wieżą Bismarcka (rozebrana po wojnie). Po zakończeniu II wojny światowej i włączeniu Elbląga w granice Polski, nowi mieszkańcy nazwali park Bażantarnią, ze względu na mnogość tego ptactwa w lesie. Jeszcze w latach 90. XX wieku można było się natknąć w parku na liczne bażanty.

## Roślinność i zwierzęta
W Bażantarni występuje drzewostan mieszany, z przewagą drzew liściastych (buki, dęby, olchy, graby, klony, brzozy, osiki, wiązy, lipy). Spośród drzew iglastych rosną tu świerki (przewaga), sosny, jodły i modrzew. Charakterystyczne dla tego miejsca są również ogromne skrzypy (ich wysokość dochodzi nawet do 2 m) oraz duża liczba paproci.
Na terenie tym występują także, rzadkie w tym regionie, gatunki roślin typowo górskich i podgórskich, takich jak: czosnek niedźwiedzi, tojad dzióbaty, żywiec cebulkowy, widlak wroniec, kosmatka gajowa, pióropusznik strusi, żebrowiec górski, bez koralowy, kozłek bzowy, przetacznik górski oraz – wspomniany już – skrzyp olbrzymi. Zwierzęta zamieszkujące Bażantarnię to: dziki, jelenie, sarny, lisy, borsuki, zające, kuny leśne i domowe, tchórz, łasica, wiewiórka czarna i ruda. Bogaty świat ptaków reprezentują m.in. słowiki, czarne bociany, jastrzębie, sowy i dzięcioly. Teren Bażantarni to miejsce lęgu dzikich kaczek, które później przenoszą się zazwyczaj na pobliskie jezioro Druzno.

## Atrakcje w parku

### Zabytki w parku

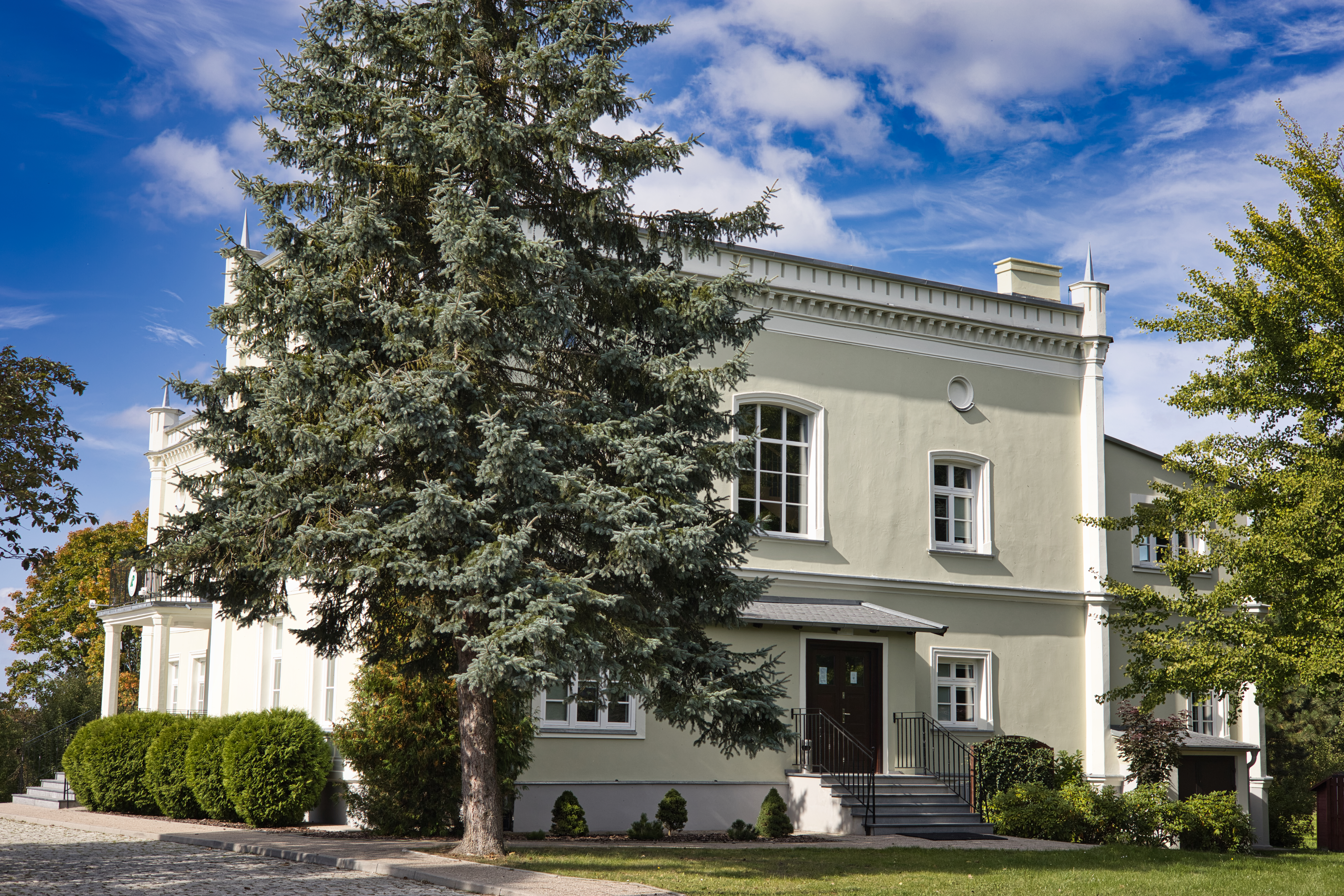
Pałac Augusta Abbega

- Pałac Augusta Abbega  Restauracja Myśliwska[5]
- Muszla koncertowa[5]
- Młyn wodny na rzece Kumieli[5]
- Pałac Augusta Abbega w Elblągu[5]

### Pomniki przyrody w parku

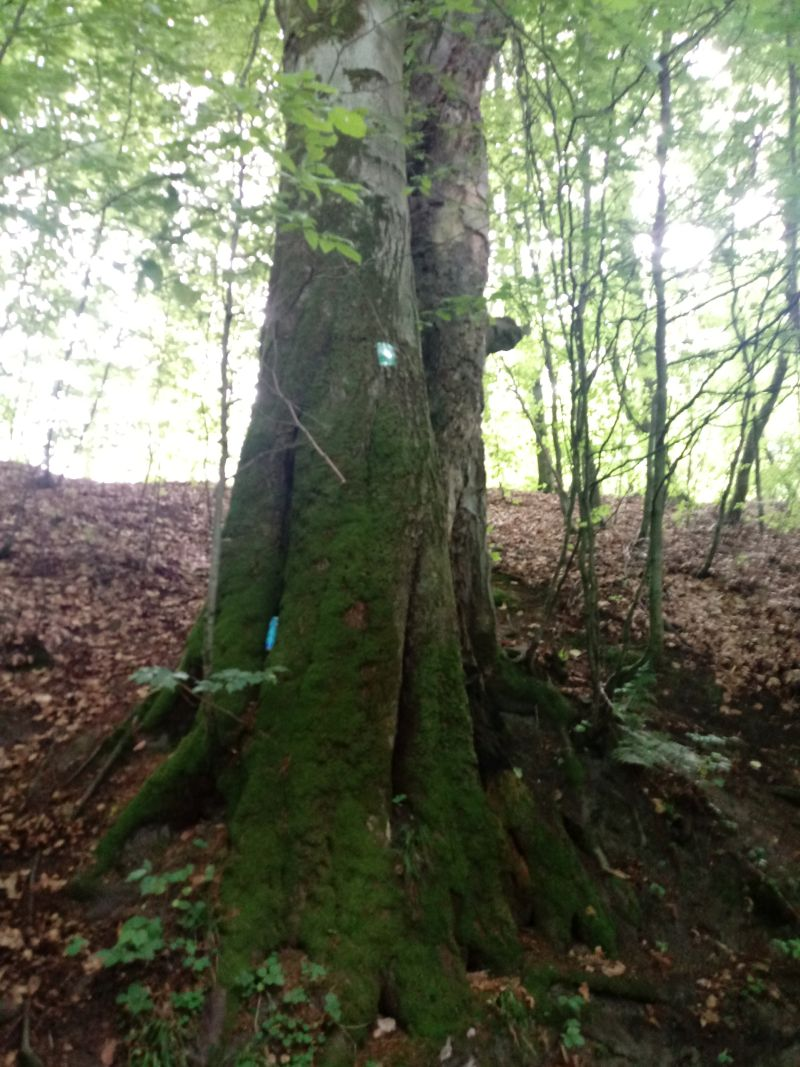
Buk przy czerwonym szlaku

- głaz narzutowy Diabelski kamień (w korycie Srebrnego Potoku) zbudowany z gruboziarnistego granitu z dużą ilością różowych skaleni oraz małą zawartością kwarcu o obwodzie 1150 cm[6].
- sześć dębów
- trzy buki pospolite
- dwie topole białe
- trzy grupy głazów narzutowych

### Inne atrakcje
- Wyciąg narciarski na Górze Chrobrego (Krucza) od 2019 roku nieczynny. Został zlikwidowany (brak inwestora).

## Szlaki turystyczne w parku
- Szlak czerwony Kopernikowski (EL-06-c): długość 4,5 km
- Szlak niebieski Okrężny (EL-2101-n): długość 3,6 km (Leśny), 6,4 km (Górski)
- Szlak zielony Ścieżka Jaszczurek (EL-2102-z): długość 7 km
- Szlak żółty Okólny (EL-2104-y): długość 9 km

## Galeria

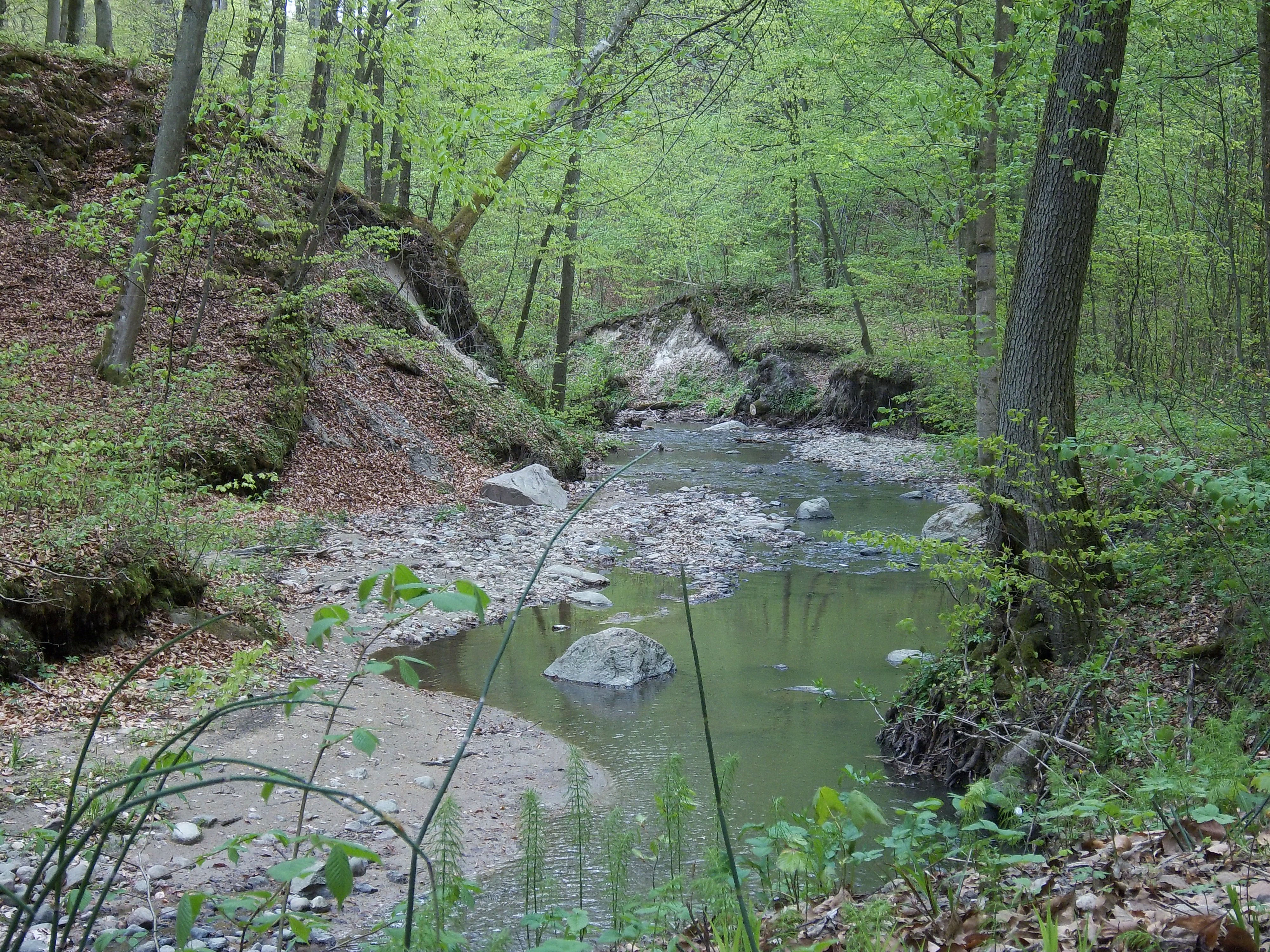
Srebrny Potok
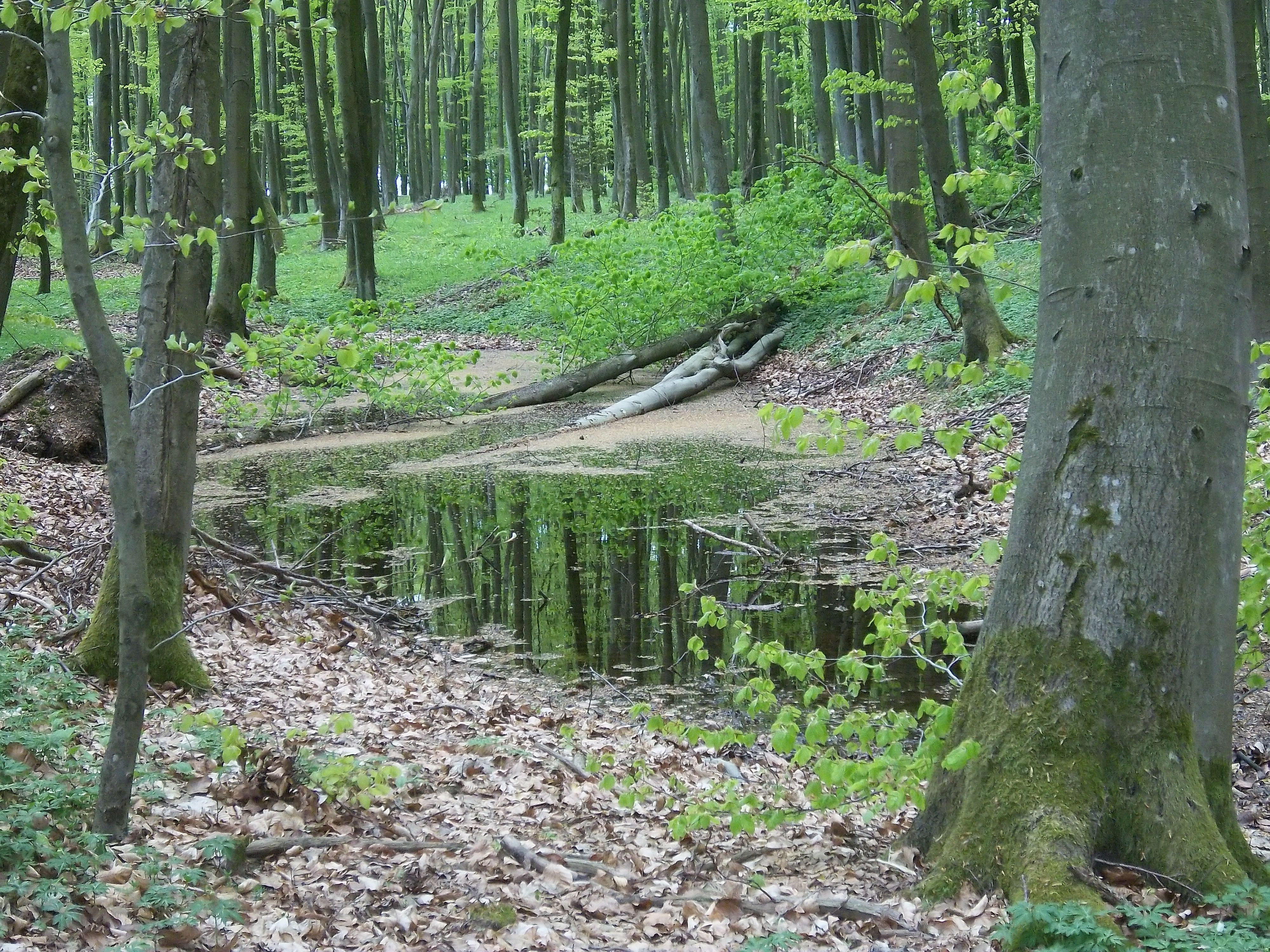
Bażantarnia
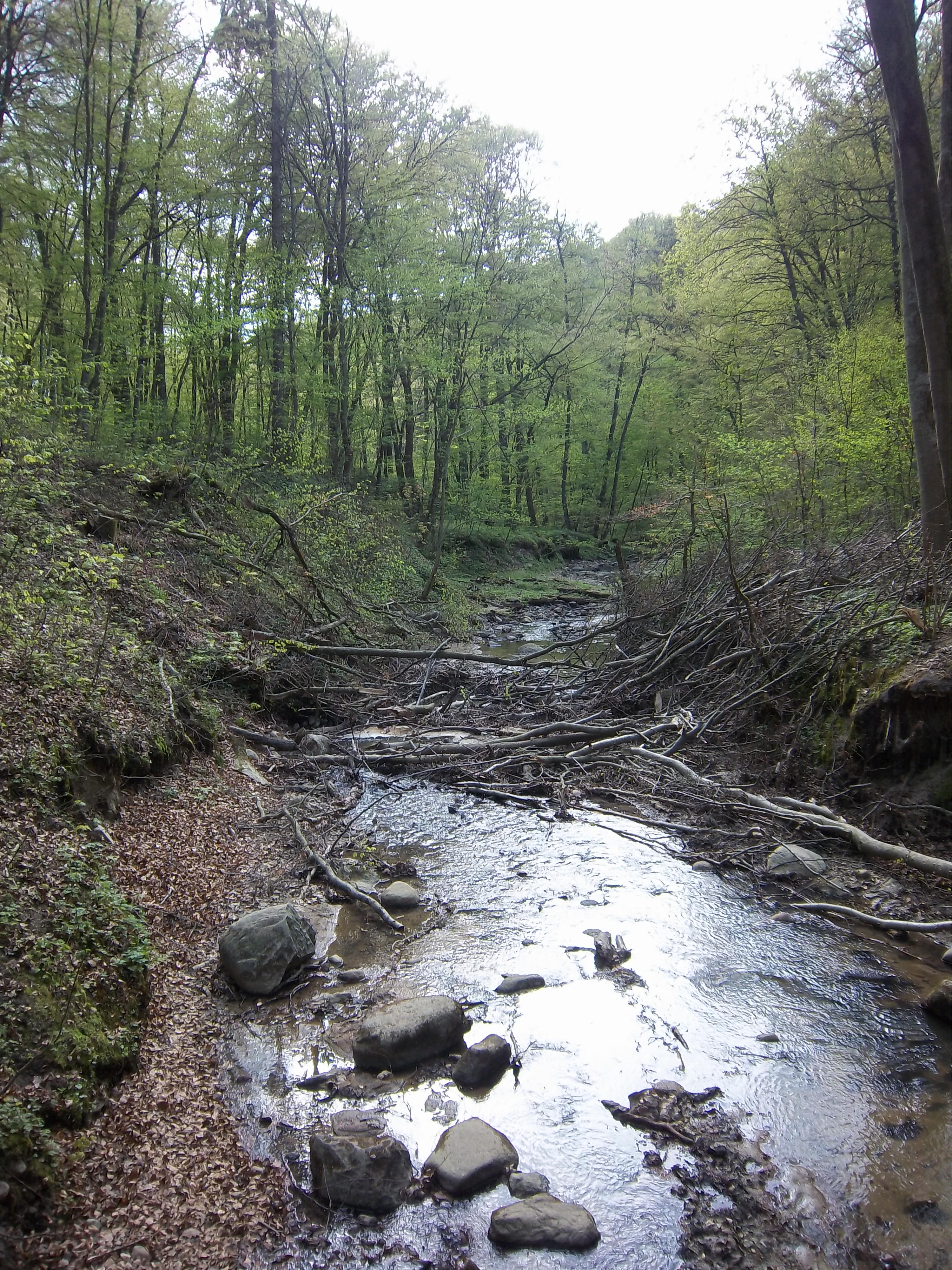
Srebrny Potok
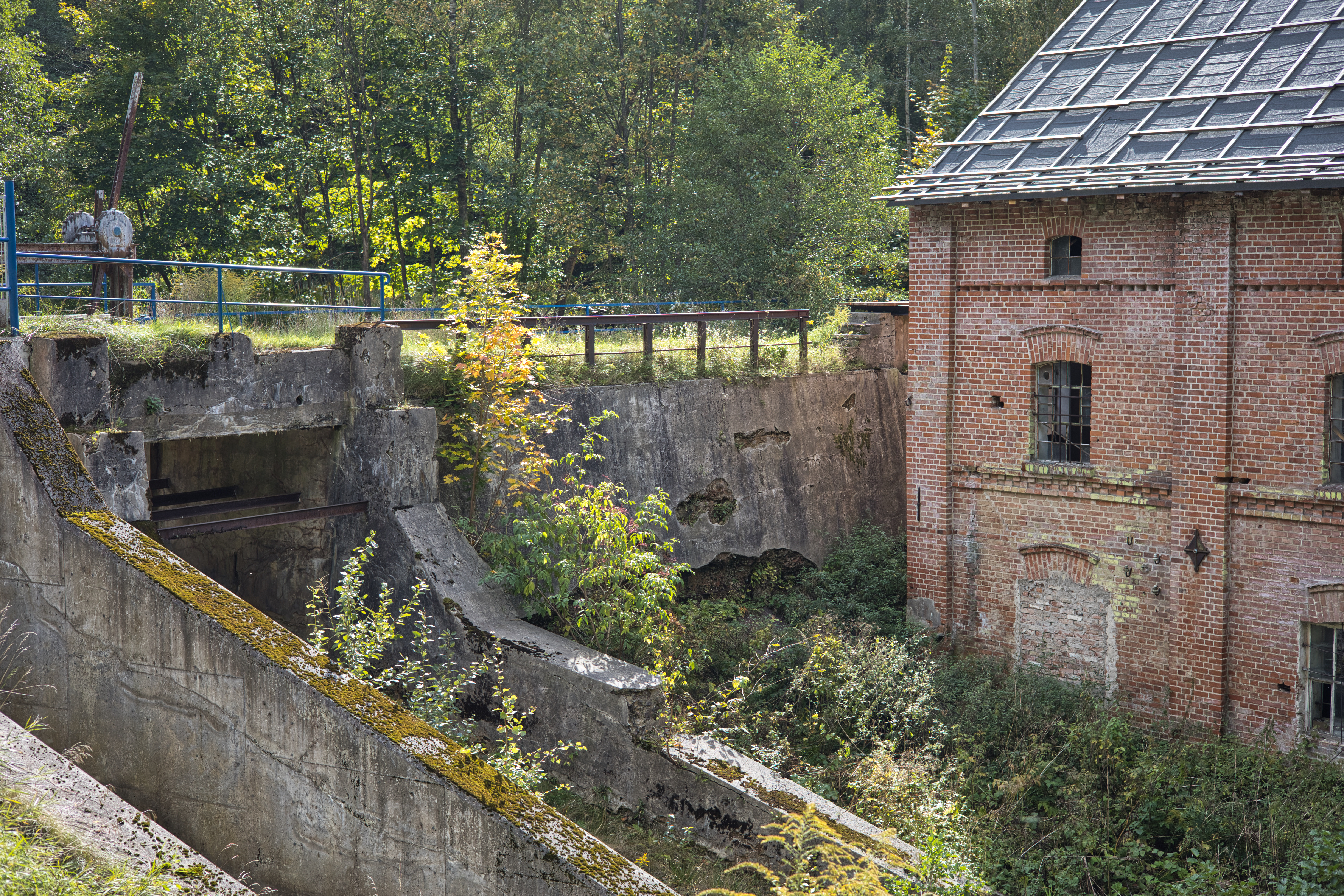
Zespół młyna wodnego na rzece Kumieli
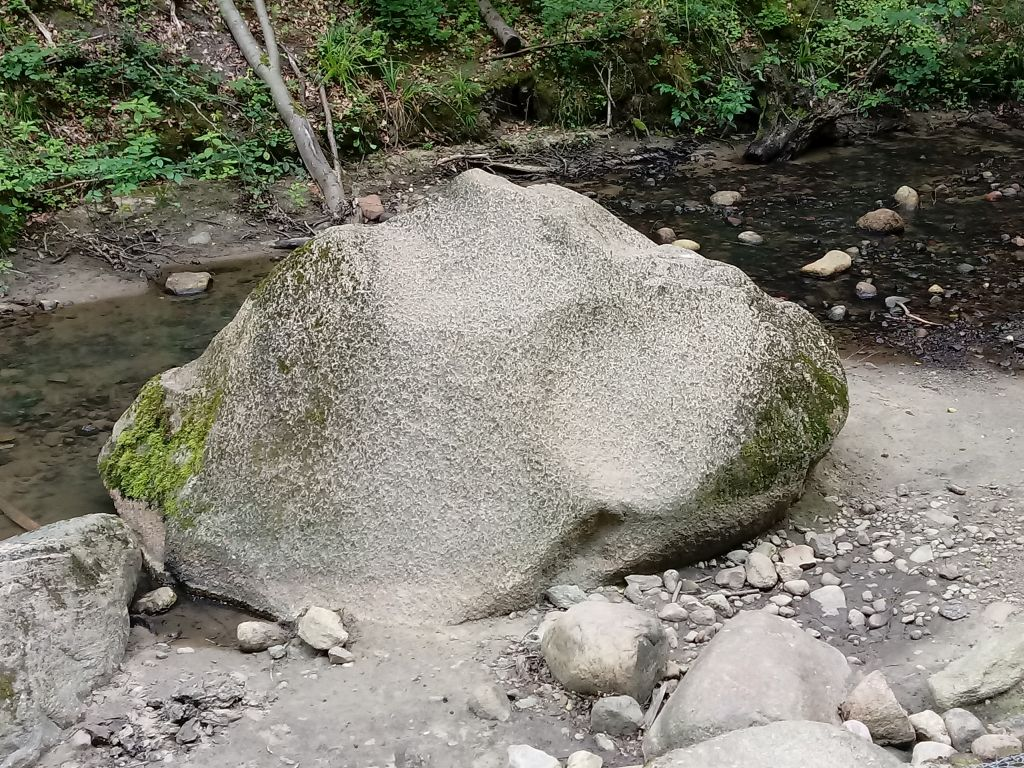
Diabelski Kamień
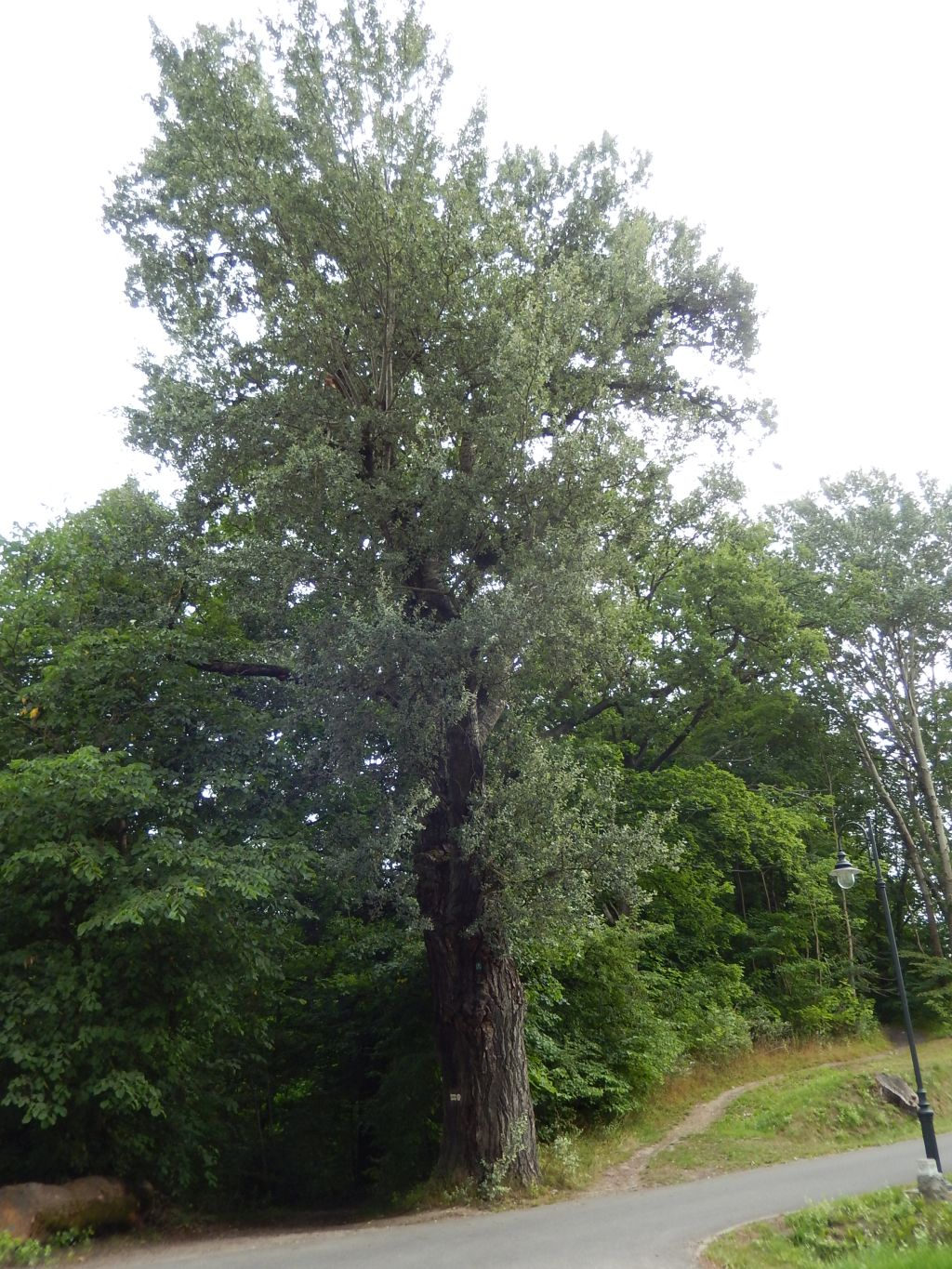
Topola biała